# Triumph der Schönheit
Triumph der Schönheit ist eine Novelle von Joseph Roth, die im September 1934 in der Zeitschrift „Les Nouvelles littéraires“ unter dem Titel Le Triomphe de la Beauté erschien. Vom 6. bis 15. Mai 1935 wurde das Werk in der deutschsprachigen antifaschistischen Tageszeitung Pariser Tageblatt vorabgedruckt und erschien 1973 bei Kiepenheuer & Witsch in Köln.

## Inhalt
Der Diplomat begibt sich als junger Mann in die Behandlung des Kurarztes Doktor Skowronnek und wird geheilt. Fortan sind Arzt und Patient Freunde, die vor allem die gemeinsame Liebe zur Musik verbindet. Ein Spezialgebiet des Doktors ist die Behandlung von Psychosen verheirateter Damen.
Der Diplomat heiratet die Engländerin Gwendolin. Die junge Frau ist nicht bereit, ihrem Mann an den nächsten Einsatzort Belgrad zu folgen. Vielmehr bleibt sie in Österreich. Doktor Skowronnek erhält von dem Diplomaten den Auftrag, daheim auf Gwendolin aufzupassen. Ohne große Mühe konstatiert der Arzt, dass Gwendolin mit Doktor Jenö Lakatos, einem jungen Advokaten aus Budapest, fremdgeht. Solcher und ähnlicher Ehebruch passiert ab 1910 bis zum Ende des Krieges. Als es dann keine österreichisch-ungarische Monarchie mehr gibt, hängt der Diplomat notgedrungen seinen Beruf an den Nagel und möchte sich ganz seiner Gattin widmen. Einmal fragt er den Doktor Skowronnek, ob denn Gwendolin während seiner jahrelangen Abwesenheit immer treu geblieben wäre. Skowronnek muss verneinen. Erbost darüber, dass dieser so lange geschwiegen habe, will der Diplomat nicht länger Freund des Arztes sein, doch versöhnen sie sich die beiden bald wieder.
Gwendolin leugnet ihre Untreue. Der Körper der Ehebrecherin vermag pathologisch auf die unliebsame Wahrheit zu reagieren. Gwendolin bekommt „stabdünne Beine“ und einen „fetten Oberkörper“. Nachdem der Diplomat sie später in flagranti beim Ehebruch mit einem Pfleger ertappt hat, bringt er sich um. Binnen eines halben Jahres durcheilt Gwendolin, endlich erlöst, die Metamorphose von der Verunstalteten zur attraktiven Frau von ehedem. Ihr Bräutigam wird Dr. Lakatos.

## Form
Sein „alter Freund Doktor Skowronnek“ teilt dem Erzähler die Geschichte der hysterischen Gwendolin mit. Das Werk besteht demnach aus einer Rahmen- und Binnenerzählung.